# Flóahreppur
Flóahreppur – gmina w południowo-zachodniej Islandii, w regionie Suðurland, obejmująca wiejskie tereny gminą Árborg) na zachodzie, rzeką Hvítá na północy, rzeką Þjórsá na wschodzie i wybrzeżem atlantyckim na południu. Na początku 2018 roku gminę zamieszkiwało 644 osób. Osadnictwo jest rozproszone po terenie całej gminy - brak jest większych miejscowości. Przez północną część gminy przebiega droga krajowa nr 1. Do południowej części można dotrzeć drogą nr 33 z Selfoss.

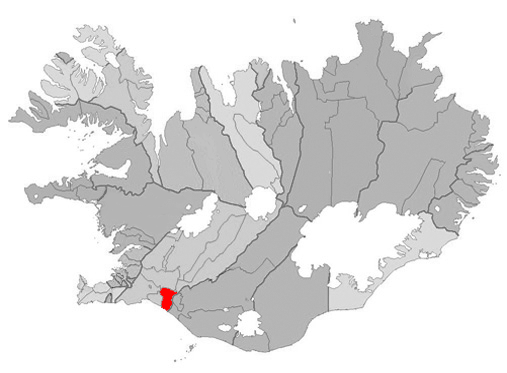
Położenie gminy Flóahreppur na mapie administracyjnej kraju

Gmina powstała w 2006 roku z połączenia gmin Gaulverjabæjarhreppur, Hraungerðishreppur i Villingaholtshreppur.